# Sandro de América
Roberto Sánchez-Ocampo (19 tháng 8 năm 1945 – 4 tháng 1 năm 2010), được biết đến với nghệ danh Sandro/Sandro de América ("Sandro của châu Mỹ"), Gitano (gypsy), và Elvis của Argentina, là một nam ca sĩ và diễn viên người Argentina. Ông được xem là một trong những nghệ sĩ rock đầu tiên hát bằng tiếng Tây Ban Nha ở châu Mỹ Latinh. Ông đã có tên trong 52 đĩa hát chính thức và bán được 50 triệu bản mặc dù các nguồn tin khác cho biết ông đã bán được hơn 75 triệu bản. Một số ca khúc thành công nhất của ông là Dame fuego, Rosa, Rosa, Quiero llenarme de ti, Penumbras, Porque yo te amo, Así, Mi amigo el Puma, Tengo, Trigal và Una muchacha y una guitarra. Đĩa đơn Rosa, Rosa đã bán được 2 triệu bản, là bài hát nổi tiếng nhất của ông. Một hit khác của ông, "Tengo" được xếp thứ 15 trong số 100 bài hát rock Argentina hay nhất do cả kênh MTV và tạp chí Rolling Stone bình chọn.
Sandro cũng là nghệ sĩ Mỹ Latinh đầu tiên hát tại Diễn đàn Felt tại Madison Square Garden Năm 2005 Sandro đã được trao giải Grammy Latin ghi nhận công lao của ông.

## Âm nhạc
- Sandro y los de Fuego (1965)

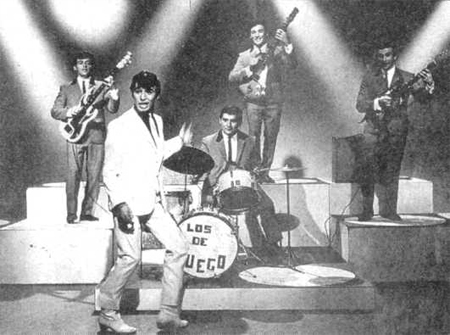
Sandro y Los de Fuego, 1963

- Al calor de Sandro y los de Fuego (1965)
- El sorprendente mundo de Sandro (1966)
- Alma y fuego (1966)
- Beat Latino (1967)
- Quiero llenarme de ti (Vibración y ritmo) (1968)
- Una muchacha y una guitarra (1968)
- La magia de Sandro (1969)
- Sandro de América (1969)
- Sandro (1969)
- Muchacho (1970)
- Sandro en New York (1970)
- Sandro espectacular (1971)
- Te espero... Sandro (1972)
- Sandro Después de 10 años (1973)
- Sandro siempre Sandro (1974)
- Tú me enloqueces (1975)
- Sandro live in Puerto Rico(1975)
- Sandro (1976)
- Sandro un ídolo (1977)
- Querer como Dios manda (1978)
- Sandro (1979)
- Sandro (1981)
- Fue sin querer (1982)
- Vengo a ocupar mi lugar (1984)
- Sandro (1986)
- Sandro del '88 (1988)
- Volviendo a casa (1990)
- Con gusto a mujer (1992)
- Clásico (1994)
- Historia viva (1996)
- Para mamá (2001)
- Mi vida, mi música (2003)
- Amor gitano (2004)
- Secretamente palabras de amor (Para escuchar en penumbras) (2006)
- Sandro Hits (2009)

## Điện ảnh
- Convención de Vagabundos (1965)
- Tacuara y Chamarro, Pichones de Hombre (1967)
- Quiero Llenarme De Ti (1969)
- La Vida Continúa (1969)
- Gitano (1970)
- Muchacho (1970)
- Siempre Te Amaré (1971)
- Embrujo De Amor (1971)
- Destino De Un Capricho (1972)
- El Deseo de vivir (1973)
- Operación Rosa Rosa (1974)
- Tú Me Enloqueces (1976)
- Disfraz de Demonio (1977)
- Subí Que Te Llevo (1980)
- Fue sin querer (1980)